# Пушкаровская волость
Пушкаровская волость — административно-территориальная единица Верхнеднепровского уезда Екатеринославской губернии.
По состоянию на 1886 год состояла из 6 поселений, 4 сельских общин. Население 7288 человек (3672 мужского пола и 3616 женского), 1068 дворовых хозяйств.
| Собственность  | Площадь (в т. ч. пахотной) |
| -------------- | -------------------------- |
| Сельских общин | 13 891 (10 032)            |
| Частная        | 11                         |
| Другая         | 120 (75)                   |
| Всего          | 14 127 (10 118)            |

Самые большие поселения волости:
- Пушкаровка — село над рекой Самоткань в 3 верстах от уездного города, 3542 человека, 550 дворов, православная церковь, школа, ежегодная ярмарка.
- Домоткань (Глинское) — село над Днепром, 1193 человека, 217 дворов, православная церковь, 2 ярмарки.
- Новогригорьевка — село над рекой Самоткань, 1373 человека, 229 дворов.
- Рымъ[2] — село над рекой Самоткань, 950 человек, 50 дворов.

По данным на 1908 год село Новогригоровка было выделено в отдельную Ново-Григоровскую волость, общее население волости выросло до 11 946 человек (7252 мужского пола и 4694 женского), 1084 дворовых хозяйства.